# Zergék
A zergék (Rupicapra) az emlősök (Mammalia) osztályának párosujjú patások (Artiodactyla) rendjébe, ezen belül a tülkösszarvúak (Bovidae) családjába és a kecskeformák (Caprinae) alcsaládjába tartozó nem.

## Leírásuk
A zergék főleg európai elterjedésűek; legkeletibb előfordulásuk a Kaukázus déli felén és Északkelet-Törökországban van. Korábban ebben a nemben csak a zergét ismerték el, de a további kutatások következtében a biológusok rájöttek, hogy a pireneusi zerge egy különálló fajt alkot. A magashegységeket, általában az 1700 méteres tengerszint feletti magasságot keresik, ahol a felnőtt hímek magányosan, de a nőstények és gidáik kis csordákban élnek. Főleg perjefélékkel, levelekkel, hajtásokkal és gombákkal táplálkoznak. Mindkét nemnek van szarva, amely horogra emlékeztet és hátrafelé hajlik. Nyáron a bundájuk világosbarna, míg télen sötétbarnára, néhol majdnem feketére változik. Pofájukon és testük oldalain mindig megvannak a sötét sávjaik. A vemhesség átlagosan 23-24 hétig tart, ennek végén 1 gida jön világra.

## Rendszerezés
A nembe az alábbi 2 élő faj tartozik:
- pireneusi zerge (Rupicapra pyrenaica) (Bonaparte, 1845)
- zerge (Rupicapra rupicapra) (Linnaeus, 1758) - típusfaj

### Fordítás
- Ez a szócikk részben vagy egészben  a   Rupicapra című angol Wikipédia-szócikk ezen változatának fordításán alapul.  Az eredeti cikk szerkesztőit annak laptörténete sorolja fel. Ez a jelzés csupán a megfogalmazás eredetét és a szerzői jogokat jelzi, nem szolgál a cikkben szereplő információk forrásmegjelöléseként.